# Viggo Brandt
Viggo Brandt (født 21. januar 1882 i København, død 26. november 1959 sammesteds) var en dansk maler.
Brandt var især en naturalistisk maler med respekt for det danske landskabs- og interiørmaleri. Han var en anerkendt og afholdt underviser i tegning og maleri. 
Han er begravet på Sorgenfri Kirkegård.

## Ekstern henvisning
- Viggo Brandt på Kunstindeks Danmark/Weilbachs Kunstnerleksikon